# Sthiramati
 (juin 2016).
Si vous disposez d'ouvrages ou d'articles de référence ou si vous connaissez des sites web de qualité traitant du thème abordé ici, merci de compléter l'article en donnant les références utiles à sa vérifiabilité et en les liant à la section « Notes et références ».
Sthiramati (475 - 555) (chinois: 安慧; Tibetan: blo gros brta pa) est un théoricien et commentateur de l'école Cittamātra  ou Yogācāra du bouddhisme mahāyāna, originaire du sud de l'Inde.
Il a passé la première partie de sa vie en Valābhi, actuel Gujarat, il a étudié pendant un certain temps à l'Université Nālandā dont le patriarche était Dharmapāla. Dans ses commentaires des œuvres de Nagarjuna et Vasubandhu, il tente d'établir des similitudes entre Madhyamaka et Yogācāra. Il a écrit le Traité des cinq skandhas vastes du Mahāyāna, l'Explication du Traité Madhyamika du Mahāyāna, le Traité des œuvres mélangées de l'Abhidharma du Mahāyāna, le Traité de l'Explication des trente strophes du Vijñānavāda, le Sous-traité du sens réel du Koça, etc.